# BRM P180
BRM P180 — шасси команды British Racing Motors в «Формуле-1», использовавшееся в пяти (из 12) гонках «сезона 1972 Формулы-1».

## Выступления в Формуле-1
BRM P180 было фактически вариантом BRM P160. Первым пилотом, использовавшим BRM P180, стал британец Питер Гетин, а первой гонкой — Гран-при Испании, третий этап сезона 1972 «Формулы-1». Партнёр Гетина по команде, француз Жан-Пьер Бельтуаз, предпочёл стартовать на BRM P160. В итоге Гетину не удалось финишировать из-за поломки двигателя. На следующем этапе сезона — Гран-при Монако — Хоуден Генли, новозеландский пилот British Racing Motors, за рулём BRM P180 попал в аварию и сошёл с дистанции. Выиграл эту гонку Жан-Пьер Бельтуаз, ездивший на BRM P160.
Hа Гран-при Италии 1972 года, которое было десятым в сезоне, BRM вернулись к использованию BRM P180 отдельными пилотами команды, что было связано с ненадёжностью BRM P160. В Монце на BRM P180 ездил Бельтуаз. Ему не удалось набрать очков: стартовав 16-м, пилот финишировал восьмым. В двух последних гонках сезона — Гран-при Канады и США — на BRM P180 ездили Бельтуаз и пилоты, проведшие только по одной гонке за BRM в сезоне: Билл Брэк в Канаде, Брайан Редман в США. Ни одному из них не удалось даже добраться до финиша гонки. После сезона 1972 шасси не использовалось.

## Результаты в чемпионате мира Формулы-1
| Легенда к таблице |                                                                    |
| --- | ------------------------------------------------------------------ |
| В таблице перечислены результаты всех Гран-при Формулы-1, в которых использовался автомобиль. Строками таблицы являются сезоны, столбцами — этапы чемпионата мира. В каждой клетке указаны сокращённое название этапа и результат, дополнительно обозначенный цветом. Расшифровка обозначений и цветов представлена в нижеследующей таблице. |                                                                    |
| \| Пример \| Описание \| \| ------------ \| ------------------------------------------------------------------ \| \| 1 \| Победитель \| \| 2 \| Второе место \| \| 3 \| Третье место \| \| 5 \| Финишировал, заработав очки \| \| Сход \| Не финишировал, но при этом заработал очки \| \| 12 \| Финишировал, не получив очков \| \| НКЛ \| Финишировал, но не попал в финальную классификацию \| \| 15 \| Участвовал вне зачёта, либо по отдельной классификации \| \| 18 \| Не финишировал, но попал в финальную классификацию \| \| Сход \| Не финишировал \| \| НКВ \| Не прошёл квалификацию \| \| НПКВ \| Не прошёл предквалификацию \| \| ДСК \| Дисквалифицирован \| \| ИСК \| Исключён из протокола соревнований \| \| ТТ \| Заявлен для участия только в тренировках \| \| НС \| Участвовал в квалификации, но не стартовал в гонке \| \| Т \| Травмирован или болен \| \| ОТК \| Отказ от участия \| \| НТР \| Прибыл на соревнования, но на трассу не выезжал \| \| НПР \| Был заявлен в числе участников, но не прибыл к началу соревнований \| \| О \| Соревнования отменены \| \| \| Не участвовал \| \| Поул-позиция \| \| \| Быстрый круг \| \| |                                                                    |
| Пример | Описание                                                           |
| 1 | Победитель                                                         |
| 2 | Второе место                                                       |
| 3 | Третье место                                                       |
| 5 | Финишировал, заработав очки                                        |
| Сход | Не финишировал, но при этом заработал очки                         |
| 12 | Финишировал, не получив очков                                      |
| НКЛ | Финишировал, но не попал в финальную классификацию                 |
| 15 | Участвовал вне зачёта, либо по отдельной классификации             |
| 18 | Не финишировал, но попал в финальную классификацию                 |
| Сход | Не финишировал                                                     |
| НКВ | Не прошёл квалификацию                                             |
| НПКВ | Не прошёл предквалификацию                                         |
| ДСК | Дисквалифицирован                                                  |
| ИСК | Исключён из протокола соревнований                                 |
| ТТ | Заявлен для участия только в тренировках                           |
| НС | Участвовал в квалификации, но не стартовал в гонке                 |
| Т | Травмирован или болен                                              |
| ОТК | Отказ от участия                                                   |
| НТР | Прибыл на соревнования, но на трассу не выезжал                    |
| НПР | Был заявлен в числе участников, но не прибыл к началу соревнований |
| О | Соревнования отменены                                              |
| | Не участвовал                                                      |
| Поул-позиция |                                                                    |
| Быстрый круг |                                                                    |

| Год  | Команда               | Двигатель        | Ш | Гонщики           | 1   | 2   | 3    | 4    | 5   | 6   | 7   | 8   | 9   | 10  | 11   | 12   | Место | Очки |
| ---- | --------------------- | ---------------- | - | ----------------- | --- | --- | ---- | ---- | --- | --- | --- | --- | --- | --- | ---- | ---- | ----- | ---- |
| 1972 | British Racing Motors | BRM P142 3.0 V12 | F |                   | АРГ | ЮАР | ИСП  | МОН  | БЕЛ | ФРА | ВЕЛ | ГЕР | АВТ | ИТА | КАН  | США  | 14    | 7    |
| 1972 | British Racing Motors | BRM P142 3.0 V12 | F | Питер Гетин       |     |     | Сход |      |     |     |     |     |     |     |      |      | 14    | 7    |
| 1972 | British Racing Motors | BRM P142 3.0 V12 | F | Хоуден Генли      |     |     |      | Сход |     |     |     |     |     |     |      |      | 14    | 7    |
| 1972 | British Racing Motors | BRM P142 3.0 V12 | F | Жан-Пьер Бельтуаз |     |     |      |      |     |     |     |     |     | 8   | Сход | Сход | 14    | 7    |
| 1972 | British Racing Motors | BRM P142 3.0 V12 | F | Билл Брэк         |     |     |      |      |     |     |     |     |     |     | Сход |      | 14    | 7    |
| 1972 | British Racing Motors | BRM P142 3.0 V12 | F | Брайан Редман     |     |     |      |      |     |     |     |     |     |     |      | Сход | 14    | 7    |